# Église Saint-Martin de La Croupte
L'église Saint-Martin de La Croupte est une église catholique située dans le hameau de La  Croupte, sur le territoire de la commune de Livarot-Pays-d'Auge, dans le département du Calvados.

## Localisation
L'église est située dans le département français du Calvados, sur le territoire La Croupte, commune déléguée de la commune nouvelle de Livarot-Pays-d'Auge depuis le 1er janvier 2016. Autour de l'église on trouve un cimetière avec un « bel if ». À proximité de l'église se trouve la fontaine à guenilles dédiée au même saint que la première.

## Historique
Le saint auquel est dédié l'édifice est le signe d'une très grande ancienneté, peut-être au Haut Moyen-Âge. Les traditions qui entourent la fontaine aux guenilles, censée guérir les maux de peau, sont peut-être antérieures à la christianisation du pays d'Auge. La fontaine est considérée comme existant depuis la fondation de l'église.
L'édifice actuel date du XVe et du XVIIIe siècle.
La voûte de la nef est du XVe possède deux poutres portant les blasons des seigneurs de Fervaques. 
Le chœur est pourvu d'un décor de plâtre en 1786 et est remanié au XVIIIe. Des peintures naïves sont ajoutées au XIXe. Le même siècle voit la pose d'une poutre métallique entre la nef et le chœur afin de dégager la vue sur ce dernier espace.
La sacristie est datée de la fin du XVIIIe ou du début du XIXe. Un badigeon cache à la fin du XIXe les peintures du XVIIIe qui sont restaurées en 1980. En 1884, le mur sud est renforcé par deux pilastres de brique, inefficaces malheureusement.
L'édifice est inscrit au titre des monuments historiques le 30 décembre 1986.
Le clocher est refait après des intempéries en 1990 et des travaux effectués sur la toiture de l'église en 1995.
Les désordres dans la maçonnerie du mur sud et également ceux causés par la rouille des fenêtres du XVIIIe sont réglés par des travaux entrepris avec l'aide en particulier de La Sauvegarde de l'art français.

## Description
Arcisse de Caumont est très sévère avec l'édifice, qualifiée de « mauvaise bâtisse sillonnée de nombreuses lézardes »
. L'édifice a peu changé depuis la description.
L'édifice est long d'environ 30 m si l'on ajoute la sacristie et est construit en calcaire et silex.
Le chœur comporte trois travées et est percé de fenêtres du XVIIIe. La voûte de cet espace est plus bas que celle de la nef.
La nef possède deux travées et les fenêtres sont du même siècle que celles du chœur
Le clocher est une charpente couronnée d'un octogone pourvu d'ardoises.
Le retable est daté du règne de Louis XIV. Arcisse de Caumont signale une statue ancienne de saint Martin. L'église possède un relief polychrome du XVIIe sur le thème de la Charité de saint Martin.

## Galerie

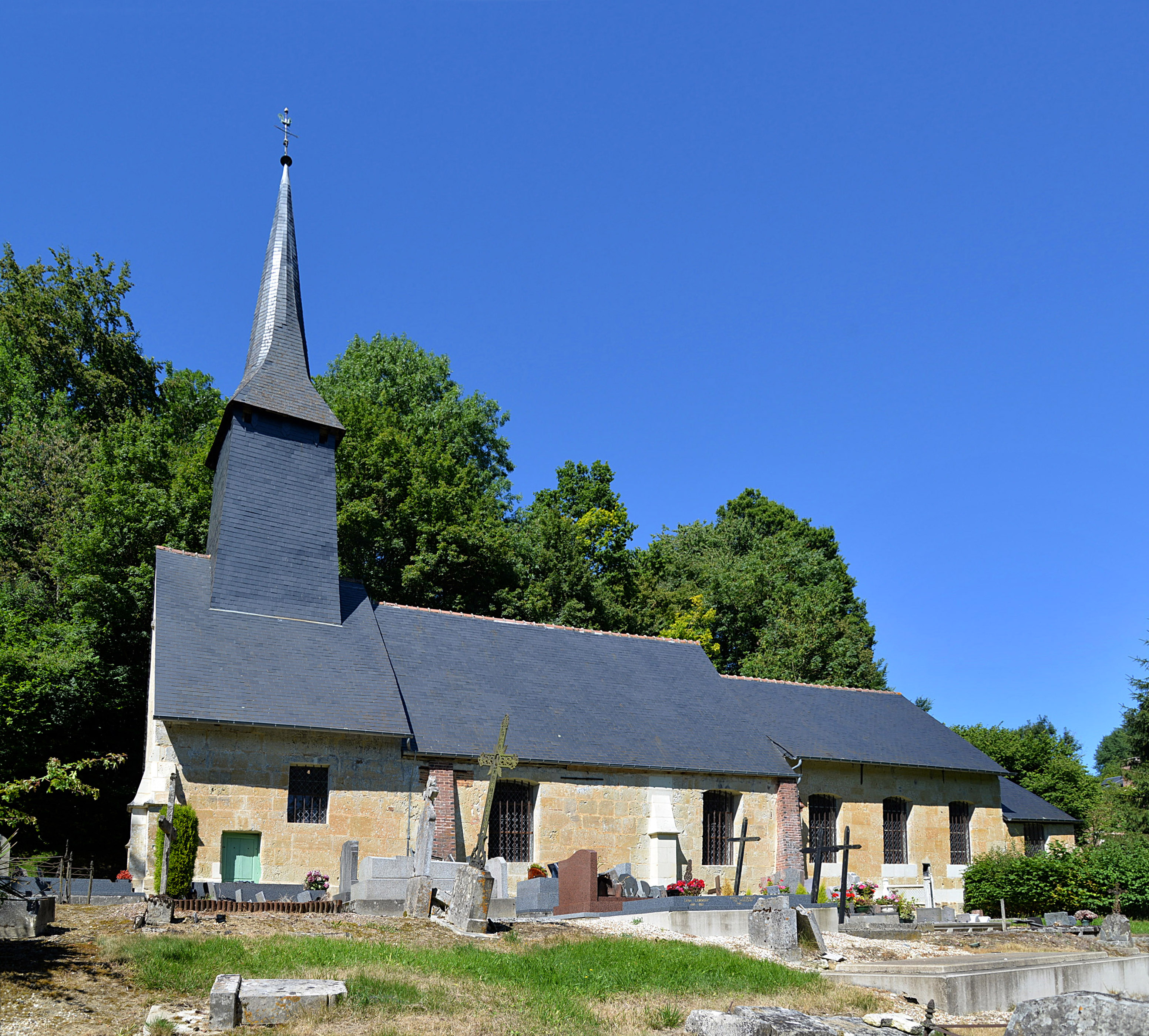
Vue extérieure
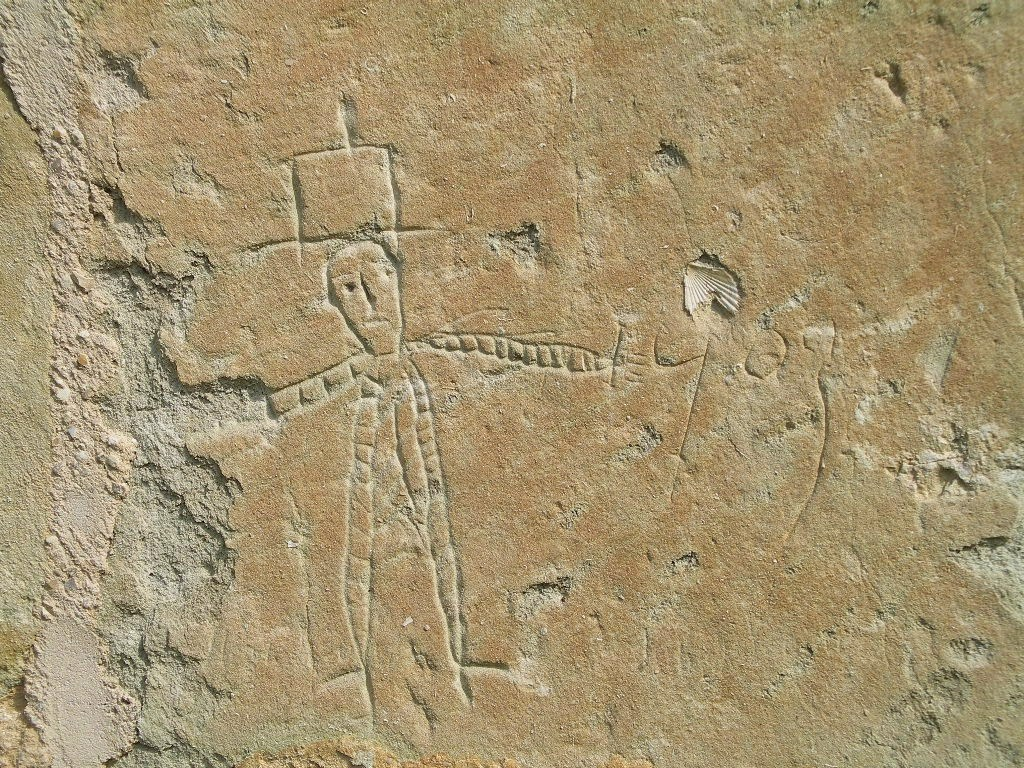
Graffiti de 1909
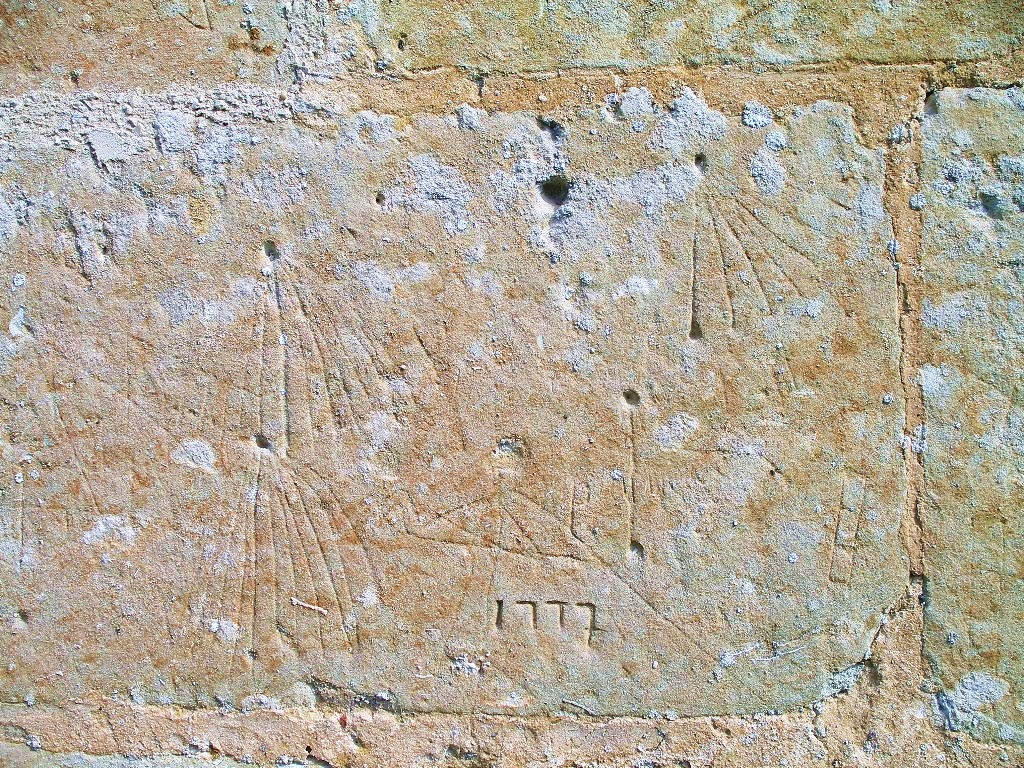
Graffiti de 1777 représentant des cadrans solaires canoniaux sur la façade sud de l'église